# American Lunapark
Pour les articles homonymes, voir Luna Park.
American Lunapark, anciennement Luna Park, est une fête foraine se tenant alternativement à Brest, dans le Finistère, et à Saint-Brieuc dans les Côtes-d'Armor. Elle est gérée par l'association ayant la même dénomination.

## Brest
À Brest (Finistère), American Lunapark s'installe depuis près de 40 ans au parc de Penfeld. Elle accueille 65 stands et manèges.

## Saint-Brieuc
À Saint-Brieuc (Côtes-d'Armor), American Lunapark s'étend face au parc des expositions tous les ans à Brézillet. Les 80 forains peuvent recevoir entre 200 000 et 250 000 personnes sur la période d'ouverture selon les années. American Lunapark est surnommé « le plus grand parc d'attractions itinérant en Europe », bien que cet argument commercial ne repose sur aucune donnée statistique. Cette fête foraine arrive généralement sur Saint-Brieuc en début novembre et dure environ un mois.
La première édition de cette fête foraine a lieu en 1982. 

## Association
L'association American Luna Park est créée en 1981 par Marc Courteaux,. Son fils, Sammy Courteaux, lui succède à la présidence. L'association regroupe 519 industriels forains.

## Attractions

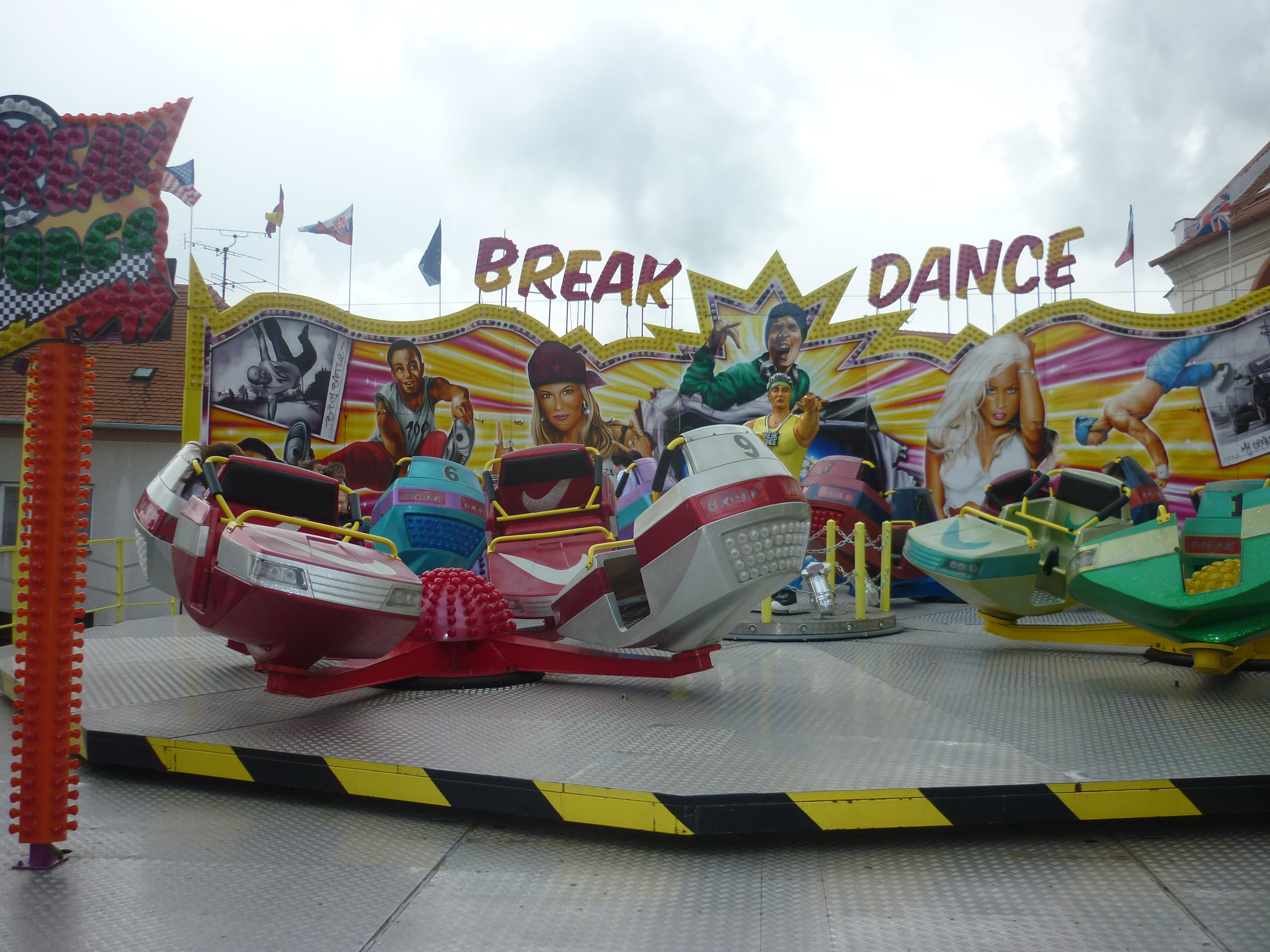
Breakdance.

American Lunapark dispose d'une centaine d'attractions dont :
- Auto-tamponneuses
- Breakdance ou Flashdance
- Carrousel
- Grande roue (selon les années)
- Music Express
- Palais des glaces
- New York-New York (train fantôme)
- Flipper de Huss Rides
- Mega King Tower (balançoires)
- Booster ou V Maxx
- Boomerang
- Move It: Shaker
- Catapulte humaine
- Voiture à sensation 3D (selon les années)
- Happy Sky